# 杜林區
杜林自治區域（英語：Regional Municipality of Durham），簡稱杜林區，是加拿大安大略省南部的一個自治區域。杜林區的南面瀕臨安大略湖，西接多倫多市和約克區，北臨錫姆科縣，東北及卡沃薩湖市，東面則與彼得堡縣和諾森伯蘭縣為鄰，為大多倫多地區及金馬蹄地區的一部分。但值得留意的是，杜林區内的奧沙華、懷特比和卡靈頓是自組成奧沙華人口普查都會區，而並非隸屬多倫多人口普查都會區。杜林區的行政中心設於懷特比。
杜林區於1974年成立，為安省政府新成立的數個地区自治体政府之一。成立原因是因為市區和市郊區域的快速發展。杜林區包含了前安省安大略縣及諾森伯蘭與杜林聯合縣的土地。而區內的小鎮史喬各鄉更設有大多倫多地區唯一的原住民保留地。

## 轄區
杜林區包括以下自治區域：
- 皮克靈市（City of Pickering）
- 亞積士鎮（Town of Ajax）
- 懷特比鎮（Town of Whitby）
- 奧沙華市（City of Oshawa）
- 卡靈頓自治體（Municipality of Clarington）
- 厄士橋鄉（Township of Uxbridge）
- 史喬各鄉（Township of Scugog）
- 布洛鄉（Township of Brock）

## 人口數據
| 自治區域     | 2021年人口 |
| ------------ | ---------- |
| 奧沙華市     | 175,383    |
| 懷特比鎮     | 138,501    |
| 亞積士鎮     | 126,666    |
| 卡靈頓自治體 | 101,427    |
| 皮克靈市     | 99,186     |
| 史喬各鄉     | 21,581     |
| 厄士橋鄉     | 21,556     |
| 布洛鄉       | 12,567     |

## 政府
杜林區由杜林區議會管轄，議會成員包括區内各城鎮政府的長官，以及由各城鎮選民直接選出的區議員。各城鎮在區議會中所佔席位如下：
- 皮克靈市 - 4位（市長及3名區議員）
- 亞積士鎮 - 4位（鎮長及3名區議員）
- 懷特比鎮 - 5位（鎮長及4名區議員）
- 奧沙華市 - 6位（市長及5名區議員）
- 卡靈頓自治体 - 3位（自治体长官及2名區議員）
- 厄士橋鄉 - 2位（鄉長及1名區議員）
- 史喬各鄉 - 2位（鄉長及1名區議員）
- 布洛鄉 - 2位（鄉長及1名區議員）

議會由主席帶領；該職位過去由區議會本身選出，選民不可參與。皮克靈、亞積士和奧沙華在2006年地方選舉中舉行一個不具約束力的公投，就有關區議會主席是否應由區内選民直接選出作出動議，結果顯示超過百分之八十的選民贊成。區議會主席職位遂於2014年地方選舉中改由選民投票產生，結果由應屆主席羅捷·安達臣（Roger Anderson）勝出，成為杜林區首位民選區議會主席。
現任議會於2022年10月選出。區議會以往議員任期為三年，但安省政府通過將任期加至四年。

## 服務
自治區域政府（regional government）在轄境內全權負責以下事項︰
- 杜林地區警察局為所有市鎮提供治安服務。
  - 安省警察在省道上巡邏
- 杜林區公共交通（Durham Region Transit）提供大眾運輸服務
- 主要道路、交通號誌及控制裝置
- 策略性土地利用規劃
- 審批細分單位和公寓申請
- 供水和水資源分配
- 污水收集及處理
- 收集可回收物料
- 垃圾收集（惠特比和奧沙華除外）
- 廢棄物處理
- 公共衛生與社會服務

該地區也提供以下服務：
- 經濟發展 （页面存档备份，存于）
- 旅遊 （页面存档备份，存于）

當地區域政府（Local municipalities）負責：
- 當地規劃
- 當地街道和行人路
- 防火
- 公園和休閒場所
- 徵稅
- 建築檢查和許可證
- 公共圖書館
- 許可
- 惠特比和奧沙瓦的垃圾收集

## 交通

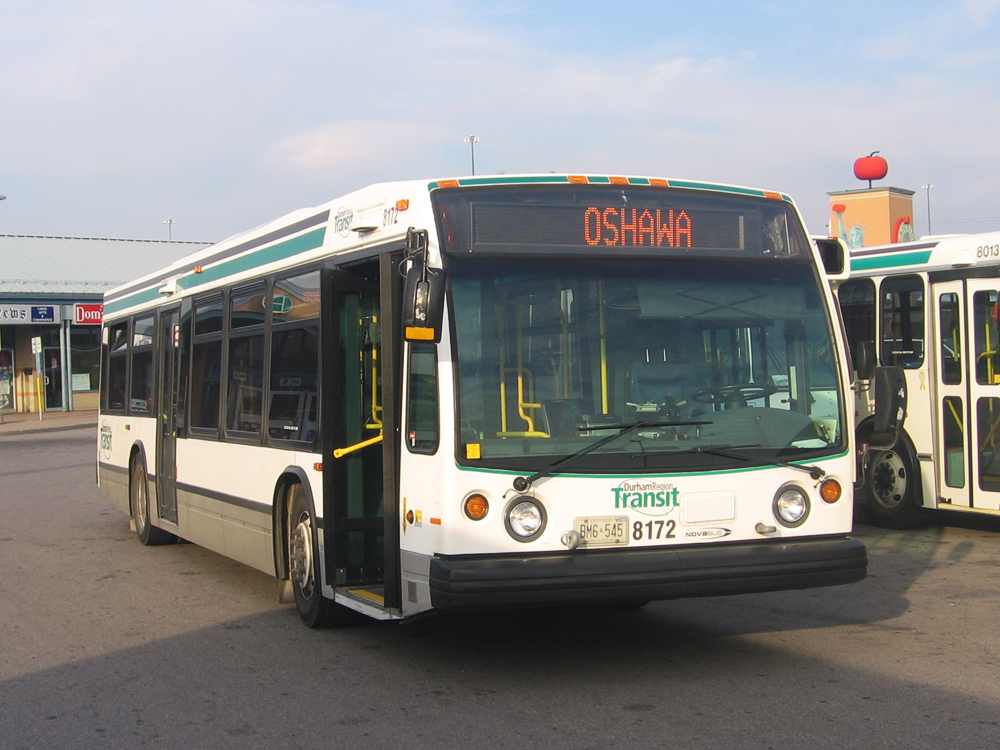
一輛杜林區公車局巴士

杜林區現時設有四條400系列高速公路，分別為401號公路、407號收費公路、412號收費公路和418號收費公路。401號公路為區内的主要高速公路，呈東西走向橫越杜林區的南部，構成魁北克市-溫莎走廊上的主要陸路通道。同樣呈東西走向的407號公路則繞過區内的人口稠密地段，東端在克拉靈頓内的奧羅諾社區（Orono）與35號和115號公路的共構路段交接。412號公路和418號公路皆呈南北走向，分別坐落懷特比和克拉靈頓，兩者皆連接407號和401號公路。400系列公路以外的省道則包括7號公路、12號公路、35號公路、48號公路和115號公路，當中7號公路在杜林區内的大部分路段與12號公路共構，而35號和115號公路亦如是。此外，杜林區政府亦負責管理和維修轄下一系列區道。
區内的巴士服務由杜林區公共交通提供；該機構於2006年由杜林區内各城鎮的公共交通機構合併而成。GO運輸公司的湖濱東線通勤鐵路服務在皮克靈、亞積士、懷特比和奧沙華停靠，往西通向多倫多市中心的聯合車站，而該機構亦在區内營運一系列通勤巴士路線。維亞鐵路的城際客車則在區内的奧沙華火車站停靠。
航空交通方面，最接近杜林區的主要客運機場為位於多倫多市中心的比利·畢曉普多倫多市機場，以及位於皮爾區密西沙加的多倫多皮爾遜國際機場。奧沙華機場（Oshawa Airport；IATA代碼：YOO；ICAO代碼：CYOO）是一座小型機場，沒有定期航班，主要供包機使用。

## 教育

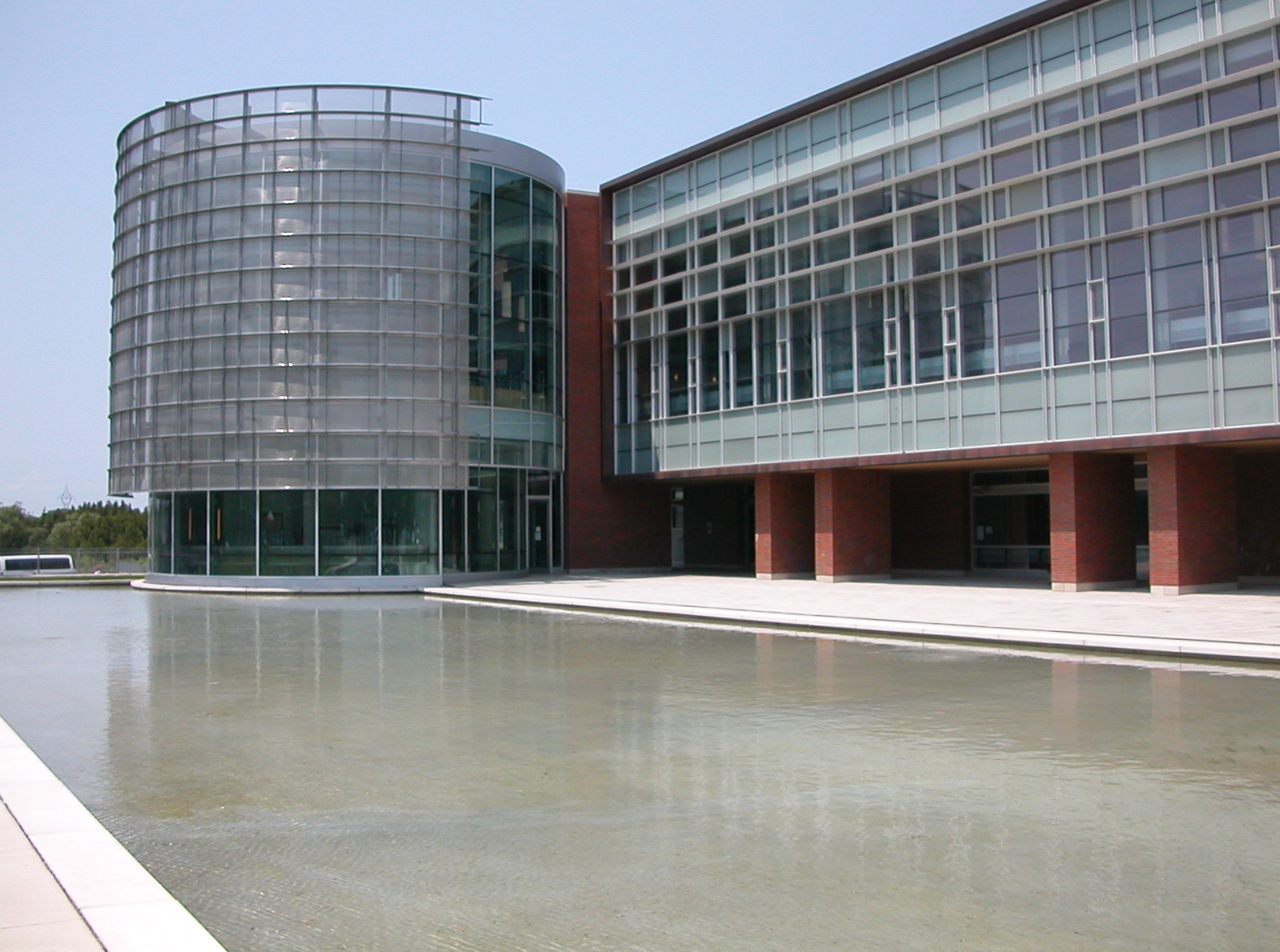
安大略理工大學圖書館

杜林區教育局（Durham District School Board）負責營運區內的大部分英語世俗公立中小學，而杜林區天主教教育局（Durham Catholic District School Board）則負責營運區內的大部分英語天主教公立中小學。克拉靈頓的英語公校則不隸屬上述兩個學區；該自治區的英語世俗公校由卡沃薩松嶺教育局（Kawartha Pine Ridge District School Board）營運，其英語天主教公校則由彼得堡、維多利亞、諾森伯蘭及克拉靈頓天主教教育局（Peterborough Victoria Northumberland and Clarington Catholic District School Board）營運。
法語公立教育方面，區內的法語世俗公校由維亞蒙德教育局（Conseil scolaire Viamonde）營運，而法語天主教公校則由「我的未來」天主教教育局（Conseil scolaire catholique MonAvenir）營運。
專上教育方面，安大略理工大學（Ontario Tech University）和杜林學院（Durham College）的主校園皆設於奧沙華市內。特倫特大學於奧沙華市南部設有一座衛星校園，而杜林學院亦有一座衛星校園設於懷特比。

## 外部連結
- Durham Region （页面存档备份，存于） 杜林區官方網頁
- 杜林區警
- 杜林旅遊 （页面存档备份，存于）